# Sinop (geslacht)
Sinop is een geslacht van rechtvleugeligen uit de familie veldsprinkhanen (Acrididae). De wetenschappelijke naam van dit geslacht is voor het eerst geldig gepubliceerd in 1984 door Descamps.

## Soorten
Het geslacht Sinop is monotypisch en omvat slechts de volgende soort:
- Sinop gracilifemur (Descamps, 1984)